# 679 до н. е.

## Події
- Асирійська армія на чолі з Асархаддоном розгромила народ гіміррі, що ототожнюється з кімерійцями, цар останніх Теушпа загинув[1] Новим правителем кімерійців став Дугдамме.
- перша навала скіфів з царем Ішпакаєм до Закавказзя.
- За ірландською традицією короля Сіомона Брекка змінив Дуї Фінн.

### Астрономічні явища
- 17 червня. Кільцеподібне сонячне затемнення.[2]
- 11 грудня. Повне сонячне затемнення.[2]

## Померли
- Теушпа, очільник кімерійців